# پارک طبیعی دریاچه سنت
پارک طبیعی دریاچه سنت (ترکی استانبولی: Sünnet Gölü Tabiat Parkı) یک پارک طبیعی در استان بولی کشور ترکیه است.